# 安原廣和
安原 广和（1965年10月12日—），日本游戏开发者。

## 生平
1988年加入日本世嘉，后与中裕司、大岛直人共同创造刺猬索尼克。1991年與中裕司加入由馬克·塞爾尼創立於美國加州的世嘉技術開發研究所（簡稱STI，為世嘉美國的子公司），至1994年因與中裕司存在分歧而離開STI，留在世嘉美國，隨後於1997年加入世嘉歐洲並於1998年短暫回到日本世嘉。1999年加入剛被世嘉收購成為全資子公司，位於美國加州的Visual Concepts。2002年從世嘉離職後，加入索尼電腦娛樂（現：PlayStation工作室）旗下的顽皮狗，參與开发捷克與達斯特系列和《神秘海域：德雷克船长的宝藏》的遊戲設計。2008年加入萬代南夢宮遊戲（現：萬代南夢宮娛樂）旗下南夢宮萬代美國，后经母公司推薦，于2012年4月離職並加入任天堂旗下的任天堂軟件技術。2016年從任天堂軟件技術離職後，加入Unity Technologies，此後一直在該公司工作。